# Gudauta
Gudauta (Гәдоуҭа, Gwdoutha en abkhaz; გუდაუთა, Gudauta en georgià; Гудаута, Gudauta en rus) és un municipi, ciutat i capital del districte de Gudauta, a Abkhàzia.

## Geografia
Gudauta es troba localitzat a les costes de la mar Negra, a 37 quilòmetres al nord-est de Sukhumi, la capital d'Abkhàzia i a 43 quilòmetres de Gagra. La ciutat rep el seu nom per la badia de Gudauta.

## Història
Les troballes arqueològiques daten la presència humana a la zona del riu Kristik del Neolític. Entre els segles Xé i XIIIé es construïren a la zona diverses edificacions religioses com ara esglésies i monestirs que encara existixen.
Fins a l'any 1982, a Gudauta es trobava la Base aèria de les Forces Aèries de la Unió Soviètica (PVO), el camp de vol Bombora. Aquell any, el regiment de la base fou traslladat a l'Aeroport d'Ugolny, a Anàdir, al districte autònom de Txukotka. Durant la guerra d'independència de 1992-1993, Gudauta fou un centre de la resistència independentista contra l'exèrcit de Geòrgia. Després de la dissolució de la URSS, Rússia continuà en tres bases, entre elles la de Gudauta, amb el permís del govern georgià. A la cimera de l'Organització per a la Seguretat i la Cooperació a Europa (OSCE) a Istanbul l'any 1999, Rússia es va comprometre a retirar les seues tropes de Gudauta i permetre només la presència de les tropes de pau de la Comunitat d'Estats Independents (CEI). Després de la guerra russo-georgiana i l'immediat reconeixement d'Abkhàzia per part de Rússia, els dos governs van signar un acord mitjançant el qual s'autoritza la tornada de l'exèrcit rus a la base de Gudauta i el reforç d'aquesta amb tancs T-62, vehicles blindats lleugers, el sistema de defensa aèria S-300 i diversos avions.